# Mario Casas
Mario Casas Sierra (A Coruña, 12 juni 1986) is een Spaans acteur.

## Filmografie

### Film
Uitgezonderd korte films en televisiefilms.
| Filmografie als acteur |                                  |
| Jaar                   | Titel                            |
| 2006                   | El camino de los ingleses        |
| 2009                   | Mentiras y gordas                |
| 2009                   | Fuga de cerebros                 |
| 2010                   | Carne de neón                    |
| 2010                   | Tres metros sobre el cielo       |
| 2012                   | Grupo 7                          |
| 2012                   | Tengo ganas de ti                |
| 2013                   | La mula                          |
| 2013                   | Boys on Film 9: Youth in Trouble |
| 2013                   | Las brujas de Zugarramurdi       |
| 2013                   | Ismael                           |
| 2014                   | Eden                             |
| 2015                   | The 33                           |
| 2015                   | Mi gran noche                    |
| 2015                   | Palmeras en la nieve             |
| 2016                   | Toro                             |
| 2016                   | Contratiempo                     |
| 2017                   | El bar                           |
| 2017                   | Bajo la piel de lobo             |
| 2018                   | El fotógrafo de Mauthausen       |
| 2019                   | Adiós                            |
| 2020                   | Hogar                            |
| 2020                   | El practicante                   |
| 2020                   | No matarás                       |
| 2022                   | A ciegas                         |

- Biblioteca Nacional de España: XX4697724
- Bibliothèque nationale de France: cb16718013p (data)
- Gemeinsame Normdatei: 1037107039
- International Standard Name Identifier: 0000 0000 7777 4048
- Library of Congress Control Number: no2014010897
- Système universitaire de documentation: 173060072
- Virtual International Authority File: 107553306
- WorldCat: E39PBJdx9YhwBVWJTJHF4xwpyd